# Karl Josef Rivinius
Karl Josef Rivinius SVD (* 2. September 1936 in Bous (Saar)) ist ein deutscher katholischer Theologe und Kirchenhistoriker.

## Leben
Er besuchte die achtklassige Volksschule in seiner Heimatgemeinde (1942–1950). Von 1950 bis 1953 erhielt er eine Ausbildung als Zerspanungsmechaniker. Er war Facharbeiter bei der dortigen Société des Usines à Tubes de la Sarre (den früheren Mannesmann-Röhrenwerken) mit anschließender Berufsausübung bis 1956. Nach dem Abitur im Februar 1962 trat er ins Noviziat ein. Das Studium der Philosophie an der Philosophisch-Theologischen Hochschule St. Gabriel in Mödling bei Wien (1962–1965) schloss er mit dem Philosophikum ab. Das Studium der Theologie an der Philosophisch-Theologischen Hochschule SVD St. Augustin (1965–1969) schloss er mit dem theologischen Abschlussexamen im März 1969 und dem Lizentiat in Theologie Oktober 1969 ab.
Das Studium seit dem Wintersemester 1969/70 der Geschichte und Erziehungswissenschaft in Münster schloss er im Mai 1972 mit der ersten philologischen Staatsprüfung in den Fächern Geschichte und Erziehungswissenschaft und in Theologie bereits im März 1969 ab. Von Dezember 1969 bis Oktober 1970 war er wissenschaftliche Hilfskraft an der Katholisch-Theologischen Fakultät der Universität Münster, wo er von November 1970 bis Oktober 1973 die planmäßigen Assistentenstelle im Fach Kirchengeschichte verwaltete. Vier Jahre arbeitete er an der kritischen Bischof-Wilhelm-Emmanuel-von-Ketteler-Gesamt-Edition mit, die im Auftrag der Akademie der Wissenschaften und der Literatur bearbeitet und herausgegeben worden ist. Den Referendariat für das Gymnasium vom 1. Dezember 1974 bis 31. Januar 1976 absolvierte er am Bezirksseminar Hamm und an der Ausbildungsschule Michael-Gymnasium Ahlen in den Fächern Katholische Religionslehre, Geschichte und Erziehungswissenschaft schloss er mit zweiten Staatsexamen im Dezember 1975 in diesen Fächern ab. Nach den Rigorosa am 18. und 19. November 1974 erfolgte die feierliche Promotion am 6. Februar 1975.
Nach der Habilitation am 9. Juli 1986 an der Katholisch-Theologischen Fakultät der Universität Bonn wurde ihm die Venia legendi für Mittlere und Neuere Kirchengeschichte mit Einschluss der Missionsgeschichte verliehen. Seit dem Sommersemester 1976 lehrte er bis zur Emeritierung im Sommersemester 2004 mittlere und neuere Kirchengeschichte an der Philosophisch-Theologischen Hochschule SVD Sankt Augustin, zudem von 1976 bis 1978 Alte Kirchengeschichte mit Einschluss der Patrologie. In den folgenden Jahren übernahm er Lehraufträge im Fach Mittlere und Neuere Kirchengeschichte im Studienhaus St. Lambert in Lantershofen, an der RWTH Aachen, an den Universitäten Bochum und Münster (dort außerdem im Wintersemester 1986/1987 die Lehrstuhlvertretung) sowie an der Universität Köln und an der Gesamthochschule Siegen. Vom Wintersemester 1980/81 bis einschließlich Sommersemester 1983 war er Rektor an der PTH SVD Sankt Augustin, vom Wintersemester 1992/93 bis einschließlich Sommersemester 1998 erneut Rektor an besagter Hochschule.
Seine Forschungsschwerpunkte sind Kirchen-, Sozial- und Missionsgeschichte. Er verfasste zahlreiche Artikel im Biographisch-Bibliographischen Kirchenlexikon (BBKL).

## Schriften (Auswahl)
- Bischof Wilhelm Emmanuel von Ketteler und die Infallibilität des Papstes. Ein Beitrag zur Unfehlbarkeitsdiskussion auf dem 1. Vatikanischen Konzil (= Europäische Hochschulschriften. Reihe 23 Theologie. Band 48). Lang, Bern/Frankfurt 1976, ISBN 3-261-01543-8 (zugleich Dissertation, Münster 1975).
- Mission und Politik. Eine unveröffentlichte Korrespondenz zwischen Mitgliedern der "Steyler Missionsges." und dem Zentrumspolitiker Carl Bachem (= Veröffentlichungen des Missionspriesterseminars Sankt Augustin bei Bonn. Band 28). Steyler Verlag, Sankt Augustin 1977, ISBN 3-87787-100-3.
- Die katholische Mission in Süd-Shantung. Ein Bericht des Legationssekretärs Speck von Sternburg aus dem Jahr 1895 über die Steyler Mission in China (= Studia Instituti Missiologici Societatis Verbi Divini. Band 24). Steyler Verlag, Sankt Augustin 1979, ISBN 3-87787-117-8.
- Errichtung des Lehrstuhls für Missionswissenschaft an der Ludwig-Maximilians-Universität München (= Schriftenreihe der Neuen Zeitschrift für Missionswissenschaft. Band 30). Neue Zeitschrift für Missionswissenschaft, Immensee 1985, ISBN 3-85824-065-6.
- Weltlicher Schutz und Mission. Das deutsche Protektorat über die katholische Mission von Süd-Shantung (= Bonner Beiträge zur Kirchengeschichte. Band 14). Böhlau, Köln/Wien 1987, ISBN 3-412-00987-3 (zugleich Habilitationsschrift, Bonn 1986).
- Zwischen Häresie und Orthodoxie. Die Armutsbewegung des Mittelalters am Beispiel der Waldenser und der Franziskaner. Vortrag im Rahmen der Tagung "Consensus Fidelium – oder über die Verankerung der Lehre im Leben der Gläubigen", 4. – 6. März 1988, gehalten. (= Akademie-Vorträge. Band 35). Katholische Akademie Schwerte 1990, ISBN 3-927382-05-1.
- Traditionalismus und Modernisierung. Das Engagement von Bischof Augustin Henninghaus auf dem Gebiet des Bildungs- und Erziehungswesens in China (1904 - 1914) (= Veröffentlichungen des Missionspriesterseminars St. Augustin bei Bonn. Band 44). Steyler Verlag, Nettetal 1994, ISBN 3-8050-0326-9.
- Johann Baptist Anzer und Johann Baptist Mehler. Ein Mosaikstein zur Biographie des ersten Bischofs der Gesellschaft des Göttlichen Wortes (= Studia Instituti Missiologici Societatis Verbi Divini. Band 83). Steyler Verlag, Nettetal 2003, ISBN 3-8050-0496-6.
- Das Collegium Sinicum zu Neapel und seine Umwandlung in ein Orientalisches Institut. Ein Beitrag zur Geschichte (= Collectanea serica). Steyler Verlag, Nettetal 2004, ISBN 3-8050-0498-2.
- Im Dienst der Mission und der Wissenschaft. Zur Entstehungsgeschichte der Zeitschrift Anthropos (= Studia Instituti Anthropos. Band 51). Acad. Press, Fribourg 2005, ISBN 3-7278-1528-0.
- Bischof J. B. Anzer im Spiegel seiner Briefe an Magdalene Leitner. Ein Beitrag zur Steyler Frömmigkeitsgeschichte (= Studia Instituti Missiologici Societatis Verbi Divini. Band 88). Steyler Verlag, Nettetal 2006, ISBN 3-8050-0537-7.
- Im Spannungsfeld von Mission und Politik. Johann Baptist Anzer (1851 - 1903) Bischof in Süd-Shandong (= Studia Instituti Missiologici Societatis Verbi Divini. Band 93). Steyler Verlag, Nettetal 2010, ISBN 978-3-8050-0569-2.
- Der umstrittene Bischof Johann Baptist Anzer und die Steyler Missionare in China. Steyler Verlag, Nettetal 2013, ISBN 978-3-8050-0607-1.
- Das Projekt einer katholischen Enzyklopädie für China (= Studia Instituti Missiologici Societatis Verbi Divini. Band 99). Steyler Verlag, Nettetal 2013, ISBN 978-3-8050-0609-5.
- 100 Jahre Steyler Missionare St. Augustin. Steyler Verlag, Nettetal 2014, ISBN 978-3-8050-0625-5.
- Collegium Sinicum. Eine Bildungsanstalt für chinesische Priester in Peking (= Studia Instituti Missiologici Societatis Verbi Divini. Band 103). Schmitt, Siegburg 2015, ISBN 978-3-87710-542-9.
- Bildungsoffensive. P. Wilhelm Schmidt SVD in Ostasien (1935) (= Studia Instituti Missiologici Societatis Verbi Divini. Band 106). Schmitt, Siegburg 2016, ISBN 3-87710-545-9.
- Giordano Bruno, Leo XIII. und Römische Frage. Aschendorff, Münster 2018, ISBN 3-402-13291-5.